# Escàndol de corrupció de Qatar al Parlament Europeu
|  | No s'ha de confondre amb Cas Qatargate. |

En un escàndol polític en curs, polítics, personal polític, grups de pressió, funcionaris i les seves famílies estan presumptament implicats en actes de corrupció, blanqueig de diners i delinqüència organitzada en els quals estan implicats el Marroc i Qatar a canvi d'influència en el Parlament Europeu. Qatar nega les acusacions. Les autoritats policials de Bèlgica, Itàlia i Grècia es van confiscar d'1,5 milions d'euros en efectiu, van confiscar ordinadors i telèfons mòbils i van imputar a quatre persones pels presumptes delictes.
El nombre total de detinguts ascendeixen a sis i són:
- Eva Kailí, vicepresidenta del Parlament Europeu. Fou destituïda poc després de l'esclat de l'escàndol.
- Francesco Giorgi, parella d’Eva Kailí i assessor parlamentari del Parlament Europeu.
- Pier Antonio Panzeri, exeurodiputat. També foren detingudes la seva esposa i la seva filla.
- Niccolò Figà-Talamanca, secretari general de l’ONG No Peace Without Justice.